# Cratere Yonok
Yonok  è un cratere sulla superficie di Venere.